# Abderrahmane Mansouri
Abderrahmane Mansouri   (Algèria, 13 de gener de 1995) és un ciclista algerià professional des del 2014 i actualment a l'equip Mouloudia Club d'Alger. En el seu palmarès destaca el campionat nacional de 2015 i 2016.

## Palmarès
- 2012
  -  Campió d'Algèria en ruta júnior
  -  Campió d'Algèria en contrarellotge júnior
- 2013
  -  Campió d'Algèria en ruta júnior
  -  Campió d'Algèria en contrarellotge júnior
- 2014
  - Campió àrab en ruta
  - 1ra la Challenge Spécial Ramadan i vencedor de 2 etapes
- 2015
  -  Campió d'Algèria en ruta
  -  Campió d'Algèria sub-23 en ruta
  - Vencedor d'una etapa al Tour de Constantina
- 2016
  -  Campió d'Algèria en ruta
  - 1r a la Volta a Tunísia
  - Vencedor d'una etapa al Tour del Senegal
- 2017
  - Vencedor d'una etapa al Tour Internacional dels Zibans
  - Vencedor d'una etapa al Tour de Mostaganem
  - Vencedor d'una etapa al Gran Premi de l'Eco d'Oran
- 2018
  - Vencedor d'una etapa al Tour de Mostaganem
- 2019
  - 1r a la Copa d'Algèria i vencedor d'una etapa
- 2022
  - Vencedor d'una etapa al Tour de Sidi Bel Abbes
  - Vencedor d'una etapa al Gran Premi Chantal Biya